# Énfasis
Énfasis, en retórica, es un tropo que consiste en emplear una palabra o expresión en un sentido más restringido y preciso del que habitualmente tiene en la lengua común, con el objeto de intensificar un determinado sentido. Puede considerarse una forma de sinécdoque.
Por ejemplo: en "es todo un hombre", la palabra hombre no designa al ser humano varón, sino al conjunto de cualidades propias de la hombría. De esta forma, la aplicación de tal frase a un hombre se hace con el objeto de subrayar la hombría de la persona.
- Datos: Q9253425